# 월드 트레이드 센터 아부다비
센트럴 마켓 프로젝트는 아랍에미리트 아부다비에 건설되고 있는 세 가지의 고층 건물의 건설을 뜻한다.

## 도메인 타워
세 가지 건물중에 가장 높은 건물이다. 높이 381m에 88층이다. 복합 건물 중에 가장 높은 가운데 있을 것이다. 약간의 사무실과 호텔 건물을 포함한다.

## 트러스트 타워
오피스 타워로 2012년 2분기에 예상완공, 278m의 높이에 59층 건물로 건설될 예정이다.

## 호텔 타워
센트럴 마켓 호텔 타워는 65m에 16층 높이의 호텔 건물이다.

## 갤러리

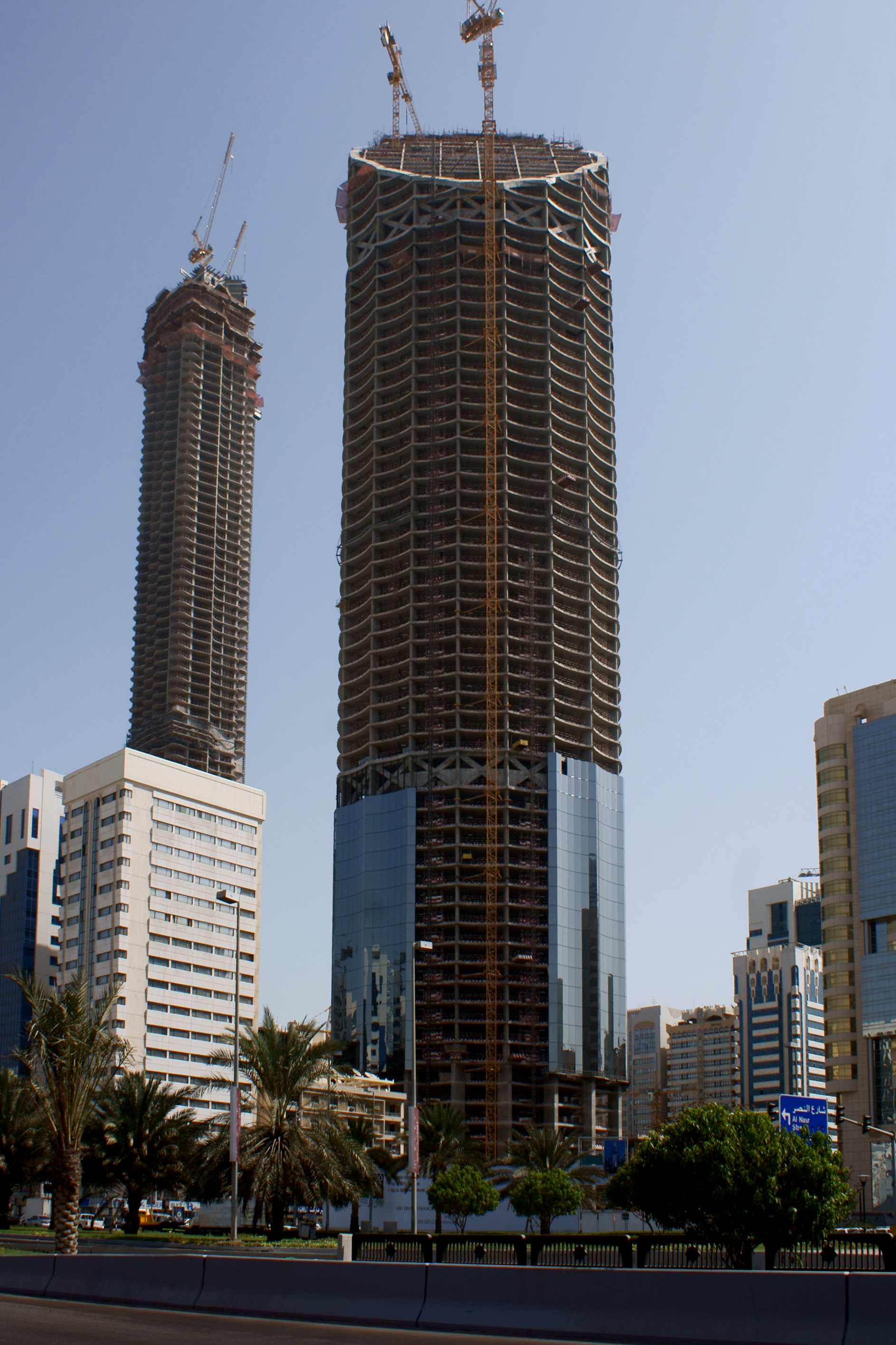

## 같이 보기
- 아랍에미리트의 마천루 목록